# Tylophora celebica
Tylophora celebica är en oleanderväxtart som beskrevs av Rudolf Schlechter. Tylophora celebica ingår i släktet Tylophora och familjen oleanderväxter. Inga underarter finns listade i Catalogue of Life.